# Blenina wallengreni
Blenina wallengreni är en fjärilsart som beskrevs av Embrik Strand 1917. Blenina wallengreni ingår i släktet Blenina och familjen trågspinnare. Inga underarter finns listade i Catalogue of Life.